# زیردریایی کلاس پارتی
زیردریایی کلاس پارتی (به انگلیسی: Parthian-class submarine) یک کلاس از زیردریایی است که طول آن ۲۸۹ فوت (۸۸ متر) می‌باشد.